# Cissus fuertesii
Cissus fuertesii är en vinväxtart som beskrevs av Ignatz Urban. Cissus fuertesii ingår i släktet Cissus och familjen vinväxter. Inga underarter finns listade i Catalogue of Life.